# Conocramboides
Conocramboides là một chi bướm đêm thuộc họ Crambidae.